# Arrest Apostolides/Orams
Het arrest Apostolides / Orams is een belangrijke uitspraak van het Hof van Justitie van de Europese Unie (Grote Kamer) van 28 april 2009 (zaak C-420/07), inzake
- een perceel grond in Noord-Cyprus, dat door een Engels echtpaar is gekocht en door de Grieks-Cypriotische eigenaar wordt teruggevorderd;
- erkenning en tenuitvoerlegging van twee beslissingen van een Cypriotische rechter in het Verenigd Koninkrijk op grond van verordening nr. 44/2001.

## Verordening
Verordening (EG) nr. 44/2001 van de Raad van 22 december 2000 betreffende de rechterlijke bevoegdheid, de erkenning en de tenuitvoerlegging van beslissingen in burgerlijke en handelszaken

## Casus
Sinds de Turkse militaire invasie in 1974 is het noordelijk deel van Cyprus bezet. Meletis Apostolides is toen met zijn familie naar het zuiden gevlucht. Sinds april 2003 is weer enig personenverkeer mogelijk tussen beide delen van het eiland. Daarna heeft Apostolides kunnen zien, dat een Brits echtpaar bezit had genomen van een perceel grond gelegen in Lapithos, in het district Kyrenia in het noordelijk deel van Cyprus, dat zijn eigendom is. Het echtpaar Orams kocht dat perceel in 2002 van iemand die het had verkregen van de autoriteiten van de Turkse Republiek Noord-Cyprus, welke entiteit uitsluitend door Turkije is erkend. Hierop hebben zij een villa met zwembad gebouwd.
Intussen in Cyprus toegetreden tot de Europese Gemeenschap (thans Europese Unie). In oktober 2004 heeft de deurwaarder twee dagvaardingen betekend door deze aan mevrouw Orams ter hand te stellen. Dat gaf complicaties: dagvaarding in het Grieks; in het noordelijk deel van Cyprus een advocaat zoeken die aan de andere kant van de demarcatielijn bevoegd is om als advocaat op te treden. Uiteindelijk is deze advocaat een dag te laat.

## Procesverloop
De vordering van Apostolides is bij verstek toegewezen. Het verzet tegen dit vonnis is afgewezen. Het hoger beroep is verworpen.

26. Volgens de verwijzingsbeslissing wordt de echtelieden Orams bij de verstekbeslissing (...) gelast:
- de villa, het zwembad en de omheining die zij op het stuk grond hadden laten bouwen, af te breken;
- Apostolides onverwijld het onbeperkte eigendomsrecht van het stuk grond te verschaffen;
- Apostolides verschillende geldsommen te betalen als bijzondere schadevergoeding en als vergoeding voor de maandelijkse gederfde winst, te weten huurpenningen, totdat de beslissing volledig ten uitvoer is gelegd, vermeerderd met rente;
- zich voortaan te onthouden van elke onrechtmatige handeling ten aanzien van het stuk grond, hetzij persoonlijk, hetzij door middel van tussenpersonen, en
- verschillende geldsommen als proceskosten te betalen, vermeerderd met rente.

Hierna verplaatst de rechtsstrijd zich naar Engeland.

29. Op 18 oktober 2005 heeft Apostolides onder overlegging van de vereiste documenten op grond van verordening nr. 44/2001 om de erkenning en de tenuitvoerlegging van de betrokken beslissingen verzocht. Bij beschikking van 21 oktober 2005 heeft een Master van de High Court of Justice of England and Wales, Queen’s Bench Division, voornoemde beslissingen op grond van die verordening in Engeland uitvoerbaar verklaard.
30. Daar de echtelieden Orams op grond van artikel 43 van verordening nr. 44/2001 tegen die beschikking zijn opgekomen, heeft een rechter van de High Court of Justice die beschikking bij beslissing van 6 september 2006 vernietigd. Apostolides is op grond van artikel 44 van voornoemde verordening tegen die beslissing opgekomen bij de verwijzende rechter.

Het Court of Appeal heeft het Hof verzocht om een prejudiciële beslissing.

## Rechtsvragen
- Was de Grieks-Cypriotische rechter bevoegd om het omstreden vonnis te wijzen? (Ja.)
- Is dit vonnis rechtsgeldig tot stand gekomen? (Ja.)
- Is verordening 44/2001 van toepassing, getoetst aan het begrip "acquis communautaire"? (Ja.)
- Idem, getoetst aan het begrip "burgerlijke en handelszaken"? (Ja.)
- Moet een Engelse rechter dit vonnis erkennen en tenuitvoerleggen? (Ja.)

## Uitspraak Hof
Apostolides wint de procedure.

## Vervolg
Op 10 januari 2010 heeft het Court of Appeal vonnis gewezen en Apostolides in het gelijk gesteld. Dit vonnis is in kracht van gewijsde gegaan. Het echtpaar Orams heeft zijn bezit in Noord-Cyprus prijsgegeven, zonder het bouwwerk af te breken.

## Betekenis
Het arrest is van grote betekenis voor gevluchte Grieks-Cyprioten die aanspraak maken op onroerend goed in Noord-Cyprus. Kopers van onroerend goed in Noord-Cyprus zijn binnen de Europese Unie niet "veilig" voor revindicatie door de oorspronkelijke Grieks-Cypriotische eigenaar (die in Noord-Cyprus geen verhaal kan halen).
- Het Grieks-Cypriotisch recht geldt nog steeds in Noord-Cyprus;
- een Grieks-Cypriotisch rechter is bevoegd om te oordelen over onroerend goed in Noord-Cyprus;
- zo'n vonnis kan in elke lidstaat worden tenuitvoergelegd.